# 圣庞大良教堂 (威尼斯)

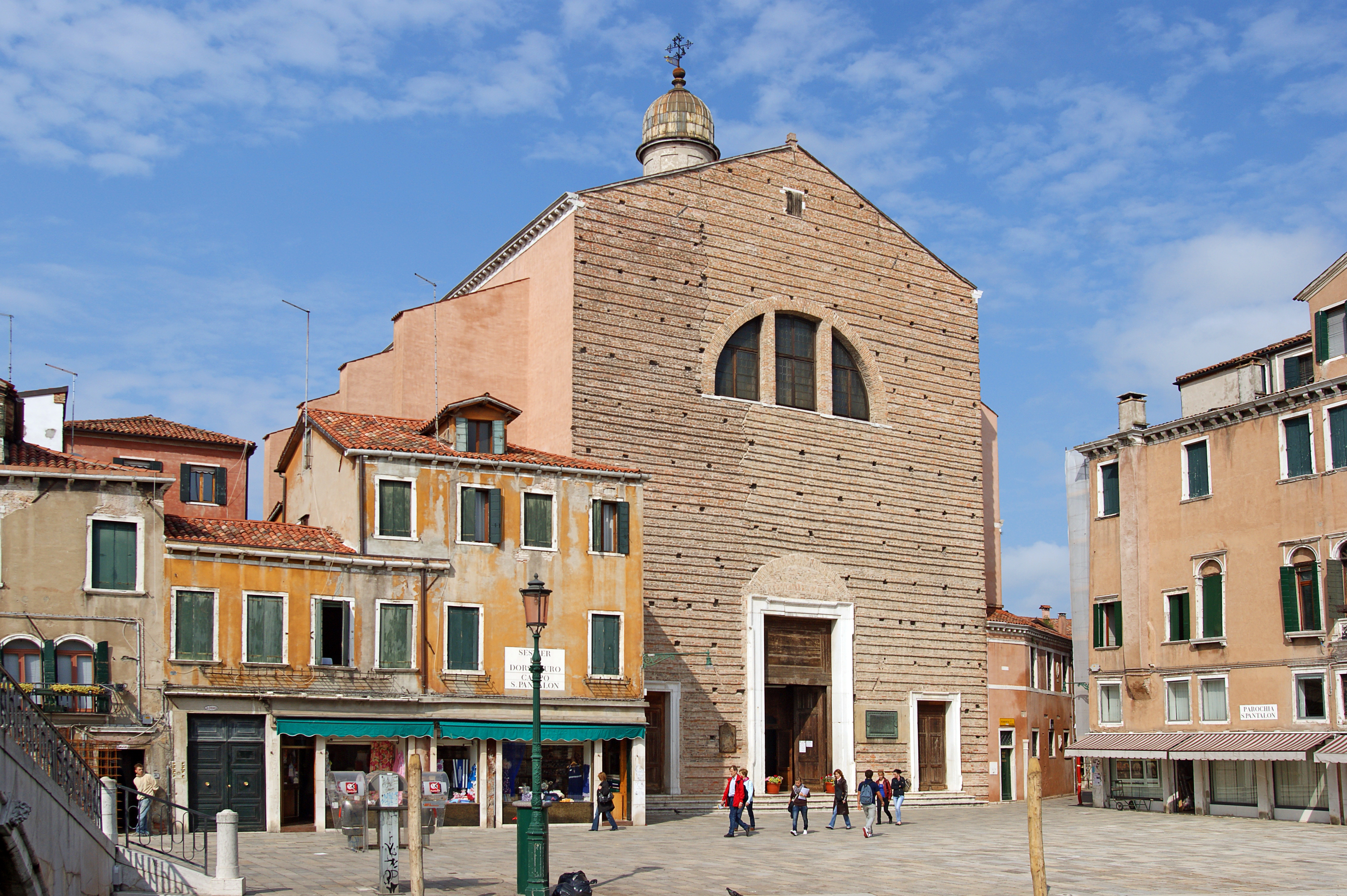
圣庞大良教堂

圣庞大良教堂（Chiesa di San Pantaleone Martire，威尼斯人简称为San Pantalon）是意大利威尼斯的一座教堂，位于多尔索杜罗区的圣庞大良小广场（Campo San Pantalon），供奉圣庞大良（Saint Pantaleon）。
圣庞大良教堂特别著名的是它巨大的天顶画《圣庞大良的殉教和神化》，由傅米亞尼（Gian Antonio Fumiani）绘于1680年到1704年，最后从脚手架上落下摔死。 
其他值得注意的作品还有Antonio Vivarini的《圣母加冕》，以及保罗·委罗内塞最后的作品《圣庞大良治愈男孩》。
圣庞大良教堂是圣保罗-圣十字-多尔索杜罗代牧區的一个本堂区圣堂。

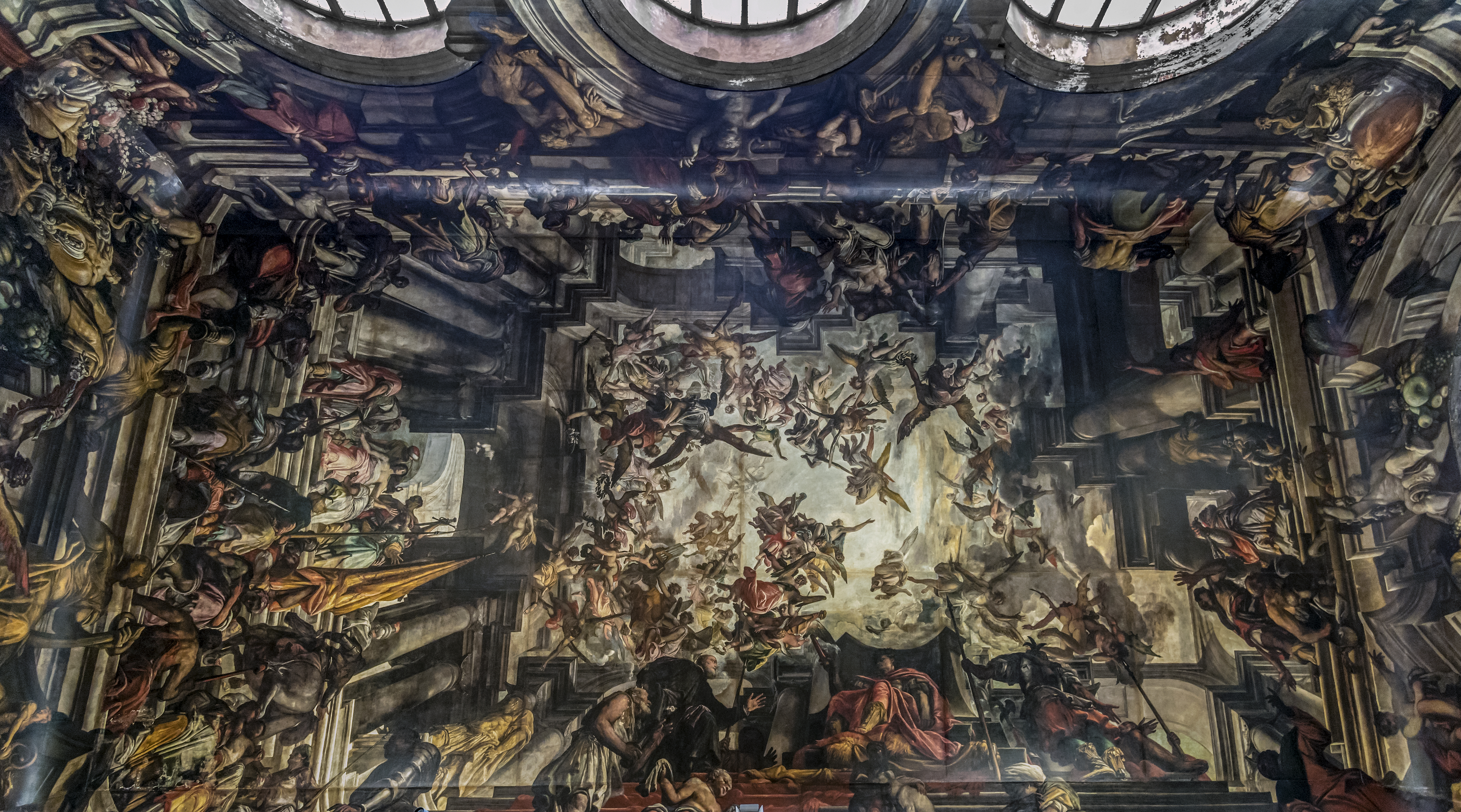
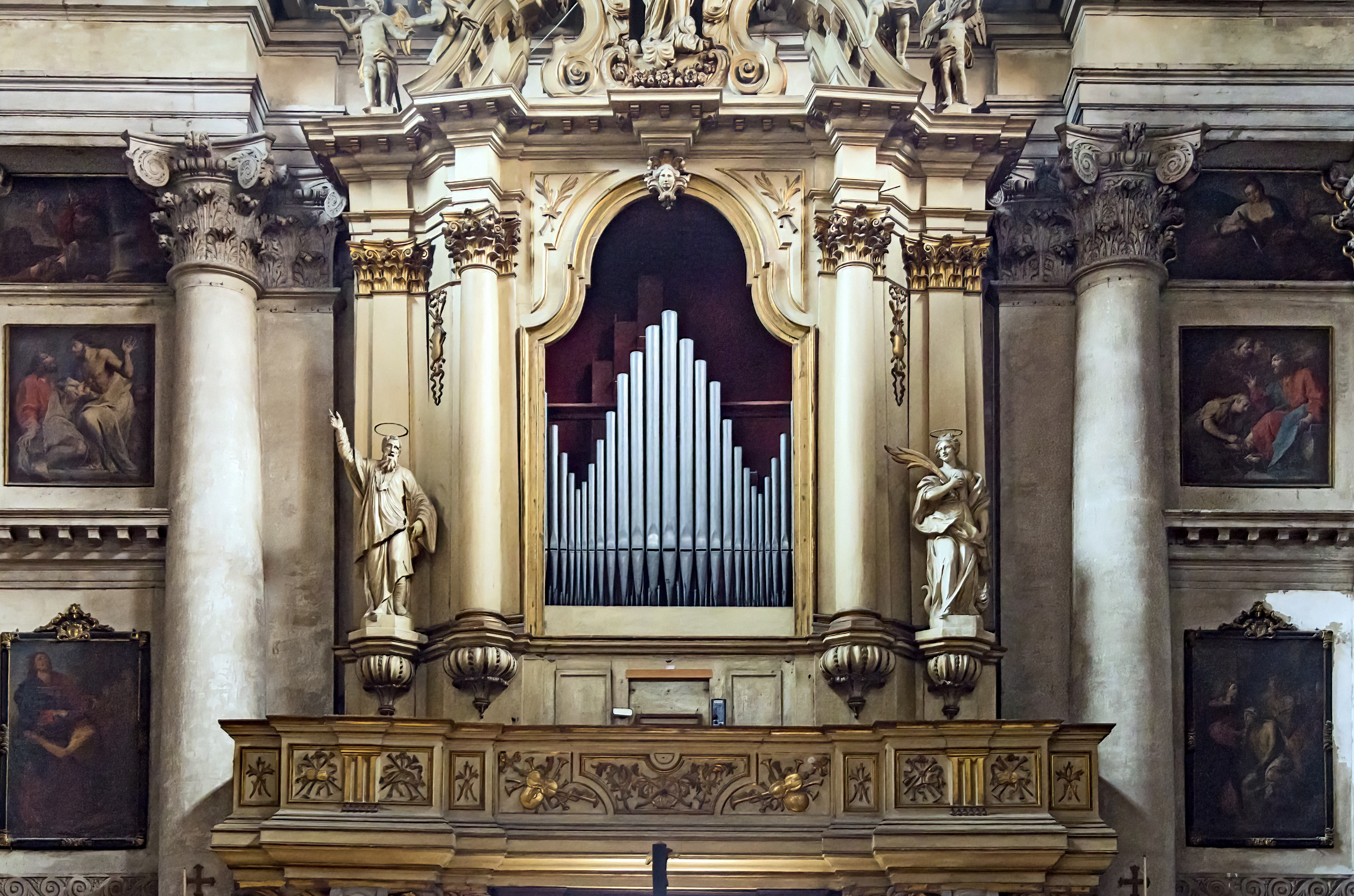
L'orgue Op. 400 de Gaetano Callido
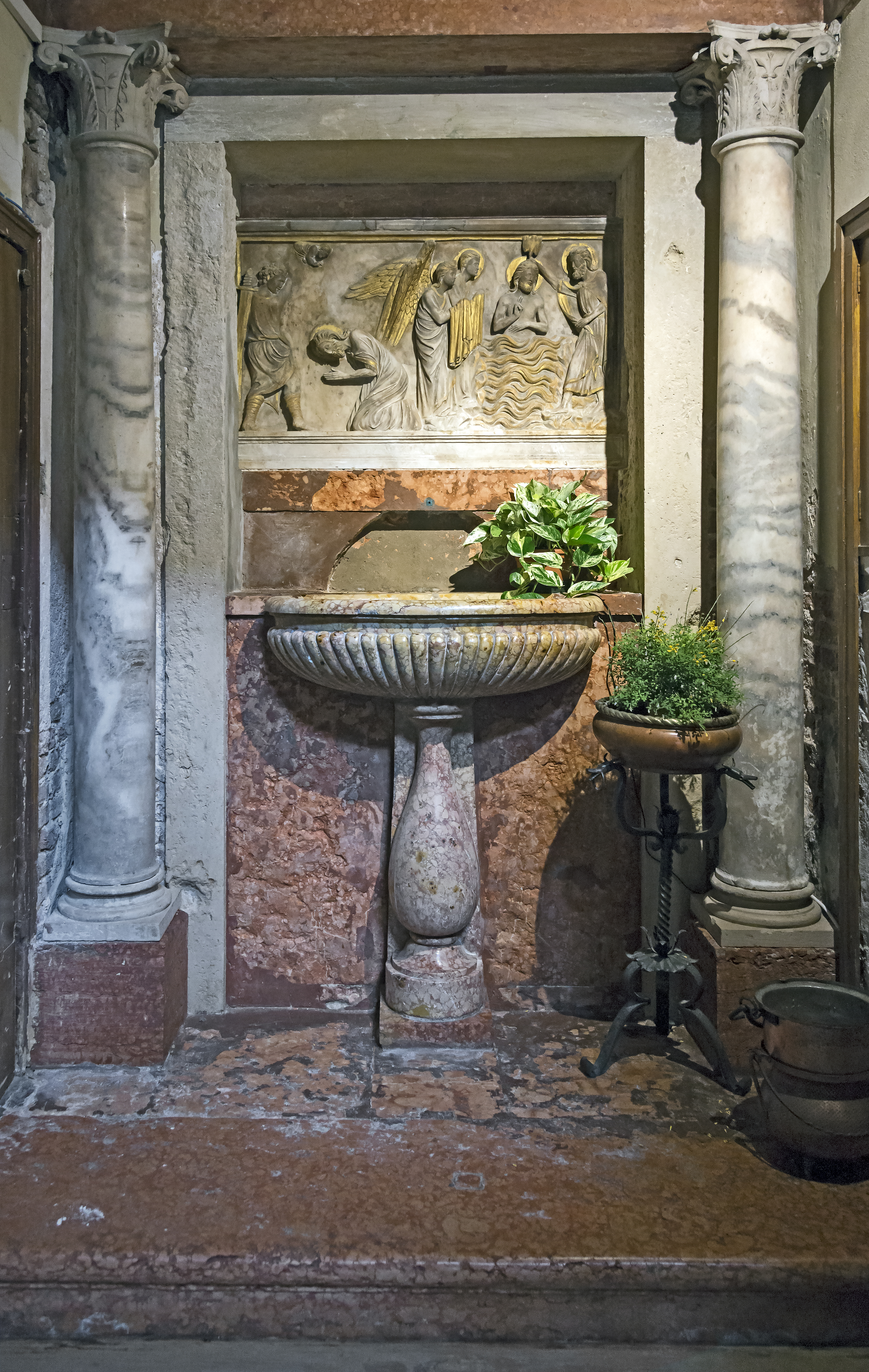
洗礼
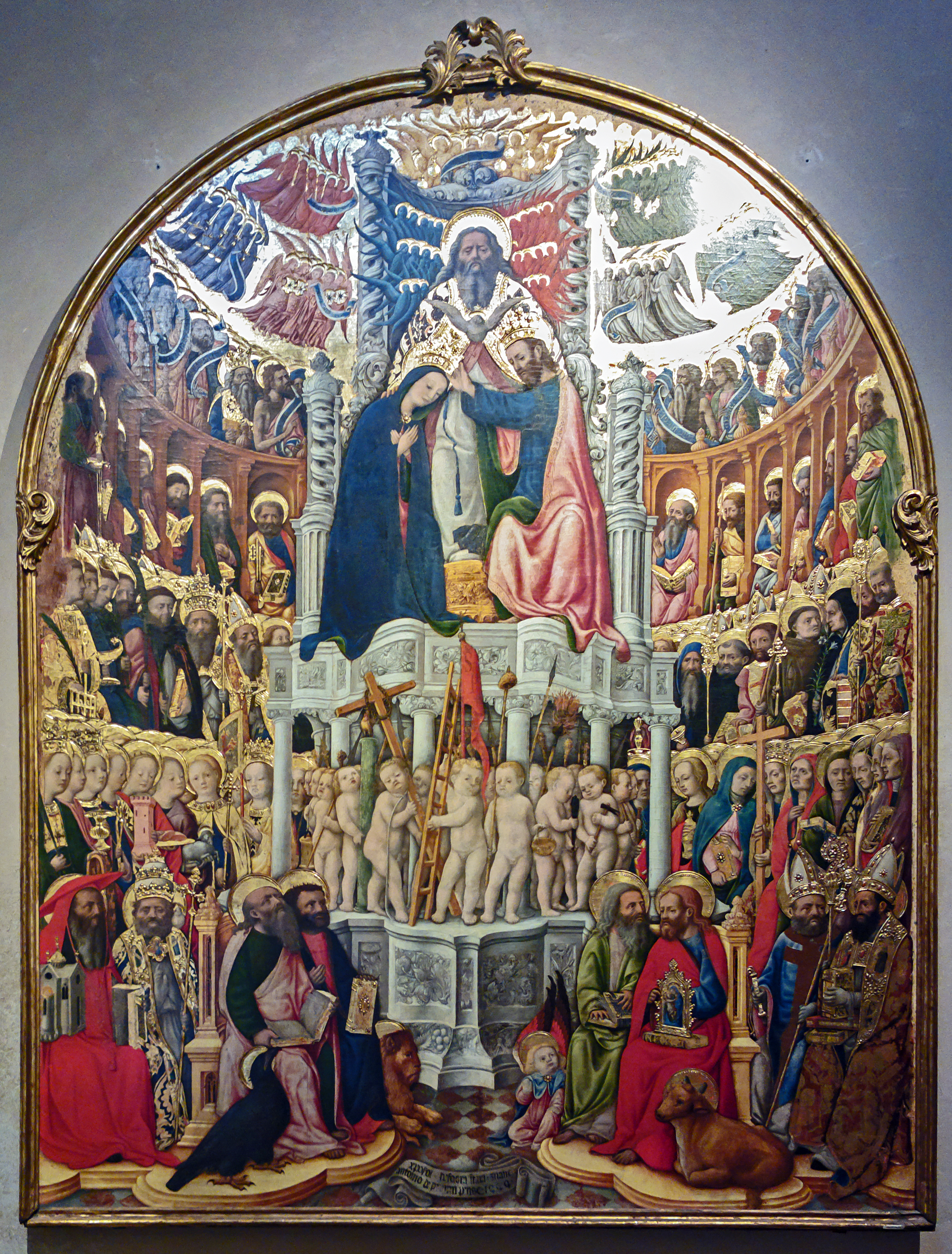
圣母加冕
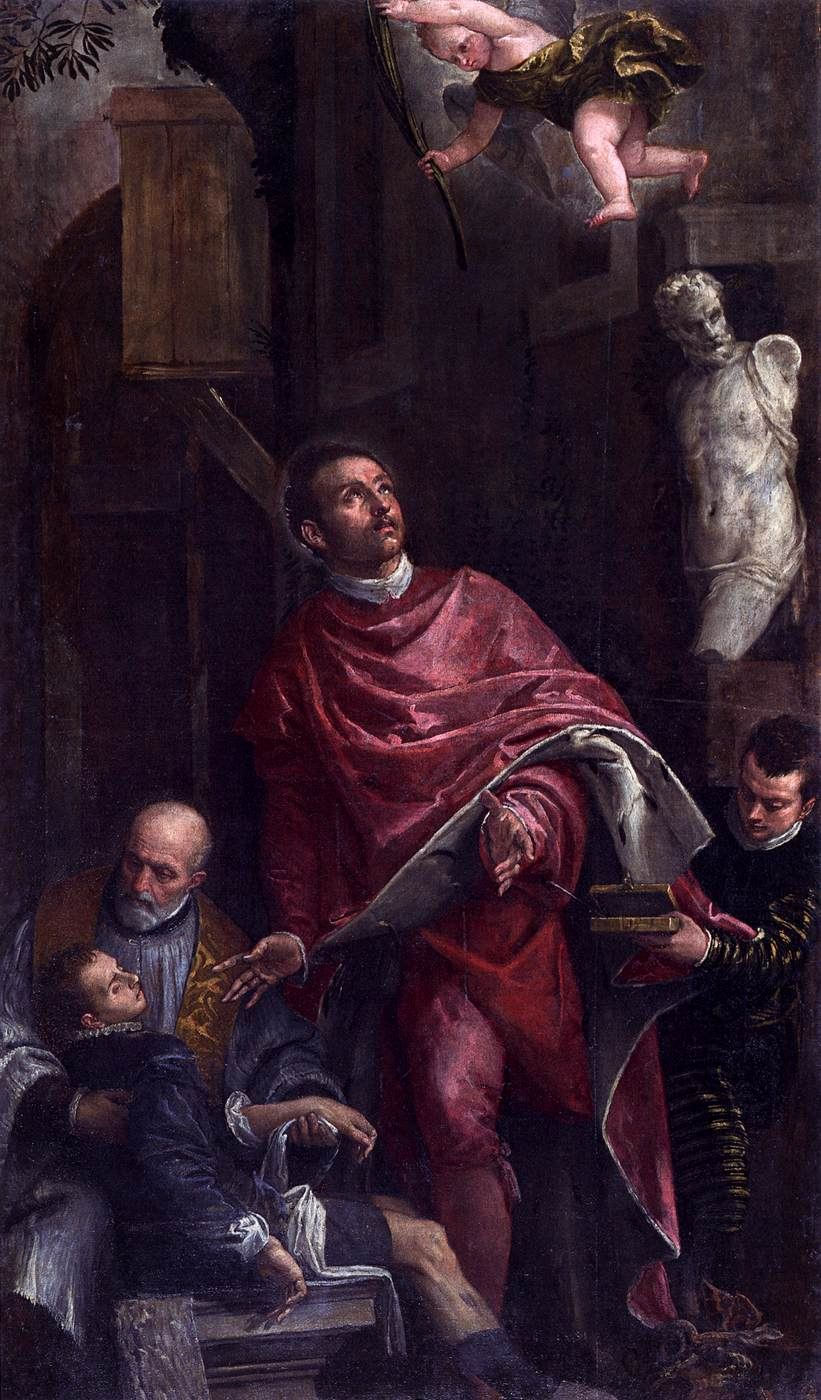